# Monotoma angusticollis
Monotoma angusticollis är en skalbaggsart som först beskrevs av Leonard Gyllenhaal 1827.  Monotoma angusticollis ingår i släktet Monotoma, och familjen gråbaggar. Arten är reproducerande i Sverige.